# Vicky Cristina Barcelona
Vicky Cristina Barcelona – hiszpańsko-amerykański film fabularny w reżyserii i według scenariusza Woody’ego Allena. Jest to czwarty film zrealizowany przez Allena poza granicami Stanów Zjednoczonych. Film miał swoją światową premierę podczas Festiwalu Filmowego w Cannes w 2008 roku.
Sceny filmu kręcone były między innymi w Avilés, Oviedo i Barcelonie.

## Fabuła
Dwie przyjaciółki: rozważna Vicky (Rebecca Hall) i romantyczna Cristina (Scarlett Johansson) jadą na wakacje do Barcelony. Już pierwszego wieczoru spotykają fascynującego mężczyznę – Juana Antonia (Javier Bardem). Proponuje im spontaniczny i nieobowiązujący wypad do Oviedo na weekend. Vicky jedzie tylko na gorącą prośbę zakochanej Cristiny. Vicky, ze względu na zaręczyny, opiera się urokowi artysty. Cristina, w decydującej chwili z Juanem, ma problemy żołądkowe i resztę weekendu musi spędzić w łóżku. Vicky więc zostaje zmuszona zwiedzać miasto z facetem, do którego nie kryje niechęci. Jednak wieczorem przy kolacji zaczyna między nimi iskrzyć i po wypiciu dużej ilości hiszpańskiego wina lądują razem w sypialni. Vicky długo po weekendzie w Oviedo myśli o Juanie. Ten jednak dzwoni do Cristiny i zaprasza ją do siebie. Wkrótce u niego zaczyna mieszkać. Do Vicky przyjeżdża narzeczony i biorą magiczny ślub w Avilés. Uroczą sielankę psuje jednak pojawienie się byłej żony Juana, histerycznej Maríi Eleny (Penélope Cruz). Próbowała popełnić samobójstwo i tymczasowo zamieszkuje z Cristiną i Juanem. Razem tworzą świetny trójkąt i byłe małżeństwo już wie, czego w ich związku brakowało – właśnie Cristiny. Ta odkrywa w sobie swój nieoszlifowany talent – fotografię. Kolejne osoby uświadamiają Vicky, że jest zakochana w Juanie, ale jednak kocha męża. Nie chcą, by pakowała się w nieszczęśliwe małżeństwo. Gdy zbliża się koniec lata, Cristina zaczyna intensywnie rozmyślać nad swoim życiem. Znowu nie wie, czego chce. I tego chce poszukać. Wyjeżdża na kilka dni do Francji, by wszystko na spokojnie przemyśleć. Juan Antonio i María Elena nie umieją się ze sobą dogadać bez Cristiny i zrywają. Ten dzwoni do Vicky i zaprasza ją na lunch. Gdy tylko krok dzieli ich od sypialni, do domu Juana wpada rozhisteryzowana María Elena z rewolwerem. Chce wszystkich zabić. Gdy już się uspokoiła, broń przypadkowo strzela i trafia w dłoń Vicky. Opatrzona zamierza zapomnieć o Juanie i skupić się na małżeństwie. Cristina dalej szuka, nie wiedząc czego chce, ale wiedząc, czego nie chce. Z takimi myślami opuszczają piękną Barcelonę i wracają do Stanów.

## Obsada
- Scarlett Johansson − Cristina
- Rebecca Hall − Vicky, przyjaciółka Cristiny
- Javier Bardem − Juan Antonio Gonzalo
- Penélope Cruz − María Elena, była żona Juana
- Chris Messina − Doug, mąż Vicky
- Patricia Clarkson − Judy Nash, krewna Vicky
- Kevin Dunn − Mark Nash, mąż Judy
- Julio Perillán − Charles
- Christopher Evan Welch − narracja (tylko głos)

## Nagrody
Podczas 66. Ceremonii wręczenia Złotych Globów film otrzymał statuetkę w kategorii Najlepszy film komediowy lub musical.
Penélope Cruz otrzymała za rolę w filmie Oscara w kategorii „Najlepsza aktorka drugoplanowa”.